# Anemia brandegeei
Anemia brandegeei är en ormbunkeart som beskrevs av George Edward Davenport. Anemia brandegeei ingår i släktet Anemia och familjen Anemiaceae. Inga underarter finns listade.